# كلاوس هوبر
كلاوس هوبر (بالإنجليزية: Klaus Huber)‏‏ (30 نوفمبر 1924 - 2 أكتوبر 2017) هو ملحن، ومعلم موسيقى، وأستاذ جامعي، من سويسرا، ولد في برن.

## جوائز
حصل على جوائز منها:
- جائزة راينهولد شنايدر [الإنجليزية]‏ (1984).

## روابط خارجية
- كلاوس هوبر على موقع مونزينجر (الألمانية)
- كلاوس هوبر على موقع ميوزك برينز (الإنجليزية)
- كلاوس هوبر على موقع ديسكوغز (الإنجليزية)